# Gaius Rabirius
Gaius Rabirius war ein Senator zur Zeit der Römischen Republik, der 63 v. Chr. von Marcus Tullius Cicero in einer erhalten gebliebenen Rede (Pro Rabirio perduellionis reo) verteidigt wurde.
Rabirius war ursprünglich Ritter und hatte in Kampanien und Apulien Landgüter. Er nahm im Jahr 100 v. Chr. an der Niederschlagung des Aufstands des Lucius Appuleius Saturninus teil, bei der der Volkstribun den Tod fand. Er wurde in den Senat aufgenommen und diente unter Gnaeus Pompeius Strabo im Bundesgenossenkrieg.
Fast vierzig Jahre nach dem Tod des Saturninus wurde Titus Labienus (dessen Onkel sein Leben als Anhänger des Saturninus verloren hatte) von Gaius Iulius Caesar dazu gebracht, Rabirius wegen der Beteiligung an diesem Mord anzuklagen – Caesars Ziel dabei war eine Warnung an den Senat, sich von Volksbewegungen fernzuhalten, um die Volkssouveränität und die Unverletzlichkeit der Volkstribunen aufrechtzuerhalten. Die veraltete Anklage durch perduellio wurde wiederbelebt und der Fall vor Gaius und Lucius Iulius Caesar als speziell ernannten Bevollmächtigten verhandelt (duoviri perduellionis). Nachdem Rabirius ohne eine Beweisaufnahme auf Seiten der Anklage (inquisitio) verurteilt worden war, machte der Angeklagte von seinem Appellationsrecht Gebrauch und wandte sich an das Volk. Die für derartige Verbrechen zuständige Volksversammlung comitia centuriata schickte sich an, die Entscheidung zu bestätigen, als Quintus Caecilius Metellus Celer als vorsitzender Praetor auf dem Ianiculum die Militärfahne einholte, was die Auflösung der Versammlung bedeutete: Caesar hatte sein Ziel erreicht, und das Verfahren wurde anschließend fallen gelassen.
Sein Neffe Gaius Rabirius Postumus wurde 54 v. Chr. ebenfalls von Cicero verteidigt.